# Prodigal Sunn

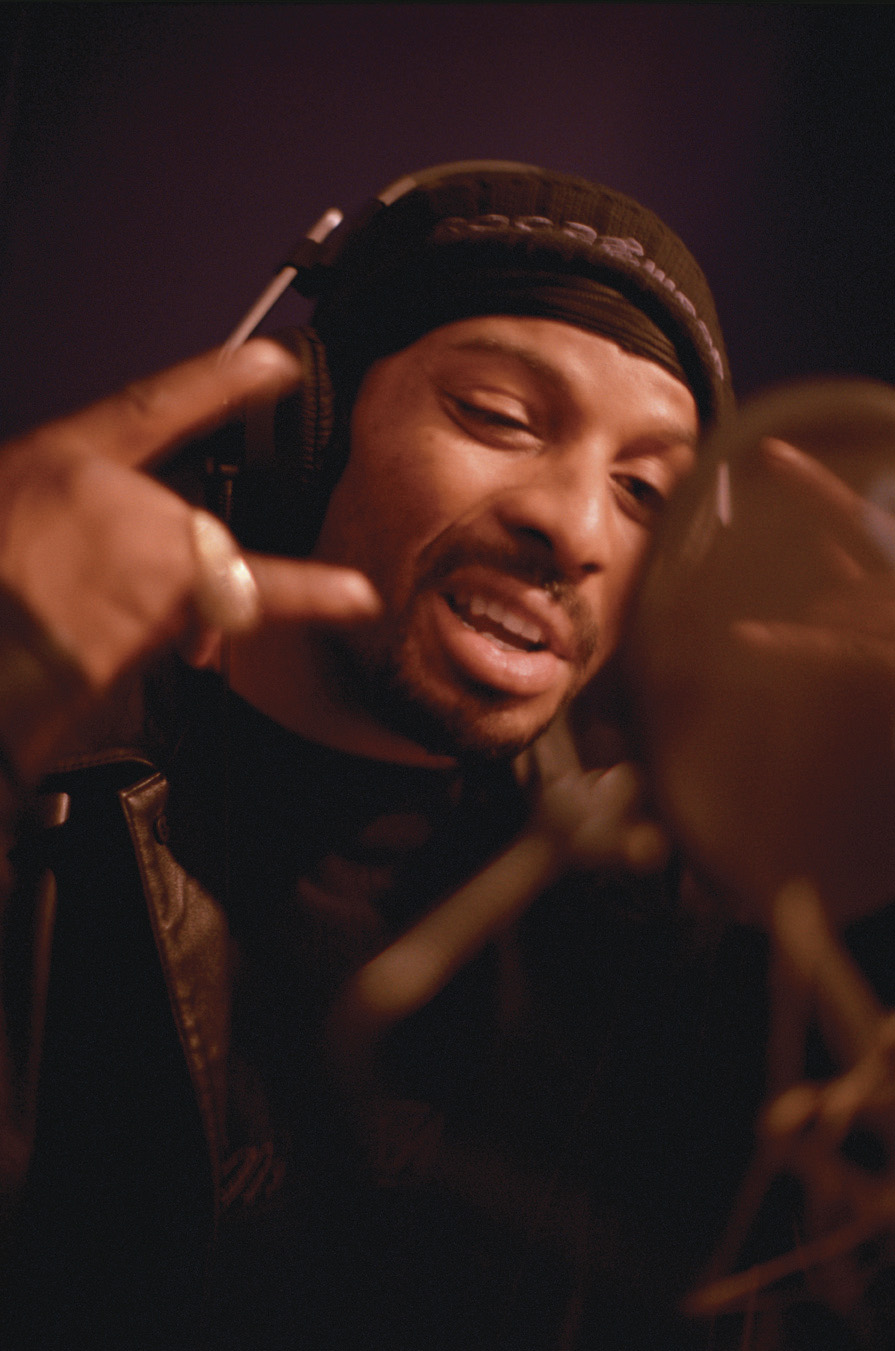
Prodigal Sunn

Prodigal Sunn (geb. in Brooklyn, New York City; bürgerlich Lamar Ruff) ist ein US-amerikanischer Rapper und Produzent. Er ist Mitglied der Gruppe Sunz of Man und gehört zum engeren Umfeld des Wu-Tang Clan. In Deutschland erlangte er vor allem durch seine Zusammenarbeit mit DJ Tomekk auf dessen Single Ich lebe für Hip-Hop Bekanntheit.

## Biografie
Prodigal Sunn wuchs als Einzelkind und Cousin des Wu-Tang Clan-Mitbegründers RZA in Brooklyn auf. In seiner Jugend war er noch unter seinem Pseudonym Sun of Man bekannt, sein Freund Killah Priest taufte ihn, durch den Bibelvers 32 aus Lukas Kapitel 15 inspiriert, auf den Namen Prodigal Sunn um. Mit seinen Kollegen Killah Priest, Hell Razah und Sixty Secon Assassin gründete er die Gruppe Sunz of Man. Mit seiner Band veröffentlichte er mehrere Studioalben, auf denen er auch als Produzent wirkte.
Mit seinem Conscious Rap begann er sich allmählich einen Namen zu machen und erlangte auch in Europa durch Features in Frankreich mit IAM und in Deutschland mit DJ Tomekk Reputation. 2005 erschien sein erstes und bisher einziges Soloalbum Return of the Prodigal Sunn. Außerdem war er an Alben von Wu-Tang Clan-Mitgliedern wie zum Beispiel GZA oder Masta Killa als Gastrapper vertreten. Ab 2010 veröffentlichte er drei Mixtapes, die allesamt als kostenlose Downloads angeboten wurden. Er ist außerdem auch als Schauspieler tätig.

## Diskografie
Soloalbum
- 2005: Return of the Prodigal Sunn

Mixtape
- 2010: The Best of Prodigal Sunn
- 2011: Prodigal Sunn Meets DJ Premier (The New Beginning)
- 2012: Hood Chroniclez

Mit Sunz of Man
- 1998: The Last Shall Be First
- 1999: The First Testament
- 2002: Saviorz Day
- 2004: Elements
- 2006: The Old Testament

## Filmografie
- 2000: Sex and the City
- 2009: The Bait
- 2009: Director
- 2012: Thugs, the Musical